# Drosophila phyale
Drosophila phyale este o specie de muște din genul Drosophila, familia Drosophilidae, descrisă de Tsacas în anul 1981.
Este endemică în Camerun. Conform Catalogue of Life specia Drosophila phyale nu are subspecii cunoscute.